# 祈願所
祈願所（きがんじょ）は神社、寺院の1つで、特に人々が神仏に願い事を行う寺社を指す。寺院の場合は祈願寺、御願寺と言う。
また、天皇によって祈願寺となった寺院を、特に勅願寺と言う。

## 起源と歴史

### 神道の場合
神社に祈願する事は、古くから行われている。特に平安時代後期には、宇佐八幡宮が源氏の氏神となった事により、『吾妻鏡』や『太平記』に見られるように、多くの武士によって神に祈願が為された。

### 仏教の場合
飛鳥時代に日本に伝来した仏教は、その後、国家の統制下に置かれ、寺院も国家や有力氏族によって建立されるようになった。その経緯から寺院では国家の発展、疫病防除、万民の健康を祈念するようになった。
平安時代になると、仏教信仰が貴族の間にも広まり、一部では奈良時代から既に行われてきたが、各氏族で個々に寺院を建立するようになり、そこで氏族の繁栄を祈念した。
鎌倉時代になると、仏教信仰が武士にも広まり、各武士の所領に当主や一族の繁栄や無事を祈る祈願寺が建立され、やがて戦死した一族を祀る菩提寺と一体化した。
室町時代になると、仏教信仰が庶民の間にも広まり、各地の寺院に願い事を行うのが一般的となり、願い事を書いた祈願文が奉納されるようになった。
江戸時代になると、旅行が大衆化し、それまでは近隣の寺社にのみ参詣していたが、善光寺や四国八十八箇所のように、遠隔地の寺社へも参詣するようになり、様々な祈願が各地の寺社になされるようになった。
因みに、近代以前の祈願とは、例えば「～の願い事を叶えて頂いた暁には、燈籠を奉納します」のように神仏との契約であり、現代のように、願い事を行うだけの一方的な関係ではなかった。これらの契約によって行われた施設の補修や調度品の奉納などを、2006年現在も見る事が出来る。